# Harstad (by)
Harstad er en by og administrativt center i Harstad kommune. Med et folketal på omkring 20.000 er byen den næststørste i Troms og Finnmark fylke, og tredje størst i Nord-Norge. Harstad ligger på den nordøstlige del af Hinnøya, og her mødes de nord- og sydgående skibe fra Hurtigruten hver morgen. Fra bycentrum til flyvepladsen på Evenes er der 44 km. Byen, som var ladested fra 1904, er et vigtigt trafikknudepunkt og administrations- og skolecenter i Syd-Troms. Harstad, som er den eneste by på Norges største ø, omtales ofte som Vågsfjordens perle.
Hver morgen mødes de nord- og sydgående skibe på Hurtigruten i Harstad.

Der går Hurtigfærger mellem Harstad og Tromsø, Finnsnes, Senja m.fl.
I distriktet går der færger og busser, og i Harstad findes lokale busser.

## Kultur
Harstad er kendt for sine gode restauranter som f.eks Umami, De 4 roser og Bark spiseri & bar. Harstad har mange kulturelle arrangementer i løbet af året. Der er festivaler hvert år, som Ilios (samtidsmusik), og den nordlige norske ølfestival. Harstad er fast vært for Festspillene i Nordnorge, som siden 1965 er arrangeret hvert år i den sidste uge af juni.
Harstad kulturhus stod færdig i 1992. Bygningen er 12 000 m² og er kombinationsjon af en ny bygning og en ældre fabriksbygning. Kulturhuset består i hovedsagelig af Storsalen og Lillesalen. Storsalen har 1000 siddepladser. Lillesalen har sammen med galleriet 200 siddepladser. Der er endvidere på 2. og 3. etage lokaler som bruges til mindre selskaber, koncerter og lignende.
Harstad, som fejrede hundrede år som by i 2004, har følgende venskabsbyer:
- Danmark Helsingør
- Rusland Kirovsk
- Sverige Umeå
- Finland Vaasa

## Historie
De første faste bosætninger i Harstad området regnes til perioden 400-800 e. Kr. Den sorte død hærgede området i 1349 og lagde bebyggelsen i Harstad-distriktet øde. 1400 var Harstadir kongens gods. 1610 var Harstad den største gård i Trondenes.
1865 havde Harstadgårdene med Harstadbotn 193 indbyggere. 1890 var der bygget 72 huse i Harstadsjøen og der var 520 indbyggere. 1893 blev Harstadsjøen en byggekommune, og dermed underlagt offentlige reguleringsbestemmelser. Samme år blev Hurtigruten etableret og Harstadsjøen eneste anløbssted i Trondenes herred.
1894 blev Harstad mejeri etableret. Der blev lavet et reguleringskort med gader og kvarterer. Rikard Kaarbø stod bag. Han regnes som byens grundlægger på grund af sit maritime og politiske engagement. Han anlagde Harstad Mekaniske Verksted i 1895, og siden da har værftsindustrien haft stor betydning for byens udvikling. Samme år får Harstad by-status og blev etr ladested. 1920 havde byen 400 huse og 3.600 indbyggere. 1938 fik Harstads sygehus en ny treetagers bygning. 1958 blev beboerhuset "Samfunnshuset" med svømmehal indviet. Samme år indvies Harstad Kirke.
1974 fredes 54 bygninger i Harstads bymidte. 1976 bliver den nederste del af gaden Rikard Kaarbøs gate gågade. Samme år får byen sine første lysregulerede gadekryds i Hvedingsgate/Storgata og Hvedingsgate/Hans Egedes gate. 2013 blev Bjarkøy Kommune en del af Harstad kommune.

## 2. verdenskrig i Harstad
Efter at Sovjetunionens angreb på Finland den 30. november 1939 kom der den 6. december 86 finske flygtninge til Harstad.
13. april 1940 kom to tyske fly af typen JU-52 ind over byen og beskød byen med maskingeværild. Flyene blev beskudt med maskingeværer fra to luftværnsposter i byen og fra marinefartøjet «Torodd». Flyene blev ramt måtte nødlande på isen i Gullesfjord. Besætningen blev taget fange af lensmanden i Lødingen. Senere kom der i alt 142 tyske bombetogter over Harstad.
15. april om morgenen ankom den første store konvoj med britiske tropper til Harstad. Konvojen bestod af troppetransportskibene «Batory» (14.287 brt), «Reina Del Pacifico» (17.707 brt), «Monarch of Bermuda» (22.424 brt) og en let krydser. Lodsningen af materiel tog tre dage, og den 18. april omkring 15.000 blevet landsat. Alle muligheder for indkvartering blev udnyttet, som f.eks. i erhvervsbygninger og på landbrug udenfor byen.
Den 8. juni blev de sidste 9800 allierede soldater evakuereret fra Harstad- og Narvik-området.
Den 13. juni 1940 ankommer de første tyske besættelsestropper til Harstad. 1. juli blev Harstads politimester afsat og Alf Lian fra Nasjonal Samling indsættes som politimester. Politikorpset med undtagelse af to mænd opsagde deres stillinger i protest og blev erstattet af NS-folk.
Den 8. maj 1945 kapitulerede de tyske besættelses tropper i Norge. Tyskerne havde 15.000 mand i Harstadområdet. Den 9. maj blev de afvæbnet af den Den norske modstandsbevægelse og overtog kontorene fra det tyske sikkerhetspoliti. Den 9. maj blev der indgået en formel kapitulation for Harstad-distriktet. Den 10. maj blev ca. 90 af de norske NS-medlemmer i Harstad-området fængslet.

## Seværdigheder
- «Anna Rogde» bygget 1868. Den blev solgt i 1991 til "Stiftelsen Anna Rogde" i Harstad. I 2010 blev Stiftelsen konsolideret med Sør-Troms museum. Skonnerten drives fortsat af frivillige. Omkring 20 mennesker er aktive.
- Grottebadet er en svømmehal som er sprængt ind i fjeldet, og har blandt andet 25 meters konkurrencebassin, legeland og varmtvandsbassin.
- Harstad kirke fra 1958 ligger få hundrede meter vest for bymidten. Betonkirken har 500 pladser. Det trekantformede altertavlemaleri viser Jesus som holder Bjergprædikenen, og missionæren Hans Egede som taler for menneskerne på Grønland. Egede blev i 1686 født lige der hvor Harstad kirke står i dag. Kirken har to glasmalerier, et bagest i kirkeskibet og et på nordsiden af koret. Glasmaleriet i koret viser treenigheden, mens det bag i kirken skal udtrykke "Guds syvfoldige nåde".[4]
- Kanebogen kirke fra 1999 ligger ca. fire km syd for Harstad, placeret på en bakke. Kanebogen Kirke er bygget hvor den tidligere kirke lå. Kapellet "Fredly kapell" brændte i 1984.

Harstad er også kendt for sine fritidsområder, specielt Folkeparken. Der er mange vandrestier og oplyste skiløjper om vinteren til skibrug.